# 井上哲夫
井上 哲夫（いのうえ てつお、1938年（昭和13年）7月12日 - 2019年（平成31年）2月21日）は、日本の政治家。
三重県出身で、参議院議員（1期、三重県選挙区）、第15代四日市市長（3期）を務めた。

## 略歴
三重県四日市市海蔵地区生まれ。三重県立四日市高等学校、名古屋大学法学部卒業。
民間企業で働きながら司法試験に26歳で合格。司法修習20期を経て、弁護士登録。司法修習の同期には高村正彦（元外務大臣）、江田五月（参議院議長）、横路孝弘（衆議院議長）、神崎武法（元公明党代表）、松尾邦弘（元検事総長）らがいる。四日市市ぜんそく公害訴訟の原告弁護団の一員を務める。
その後三重県弁護士会会長も務める。
1989年の第15回参議院議員通常選挙に連合の会公認で三重県選挙区から立候補し、自民党の水谷力を破り初当選を果たした。参議院議員在職中は情報公開法の制定に尽力。1995年の第17回参議院議員通常選挙に再選をめざして立候補するが、保守系無所属の平田耕一に敗れ、落選した。
翌年の1996年の、四日市市長選挙に立候補し、元助役の片岡一三を破り当選を果たした。三重県では初の国会議員経験を有する市長となった。市長在任中は、出生地である海蔵地区にある近鉄名古屋線川原町駅の高架化工事の働きかけを国土交通省に対して行うなど、非自民系の首長ながら比較的、公共工事には肯定的なスタンスであった。2004年11月の市長選で3選を果たした際、人口20万人以上の都市では全国初の、電子投票が実施された。
2008年6月、四日市市議会で同年11月の市長選に立候補せず、3期12年で引退する意向を表明。同年12月に四日市市長を退任して以降も再度の弁護士登録はせず、弁護士も事実上廃業している。
2014年4月の春の叙勲で、旭日中綬章を受章する。
2019年2月21日20時29分、出血性ショックのため、三重県四日市市の病院で死去した。80歳没。

## 著書
- 「ケチケチ市長と呼ばれて-市民と進めた財政健全化」（イマジン出版、2010年） ISBN 978-4-87299-535-0